# Замок Алнік

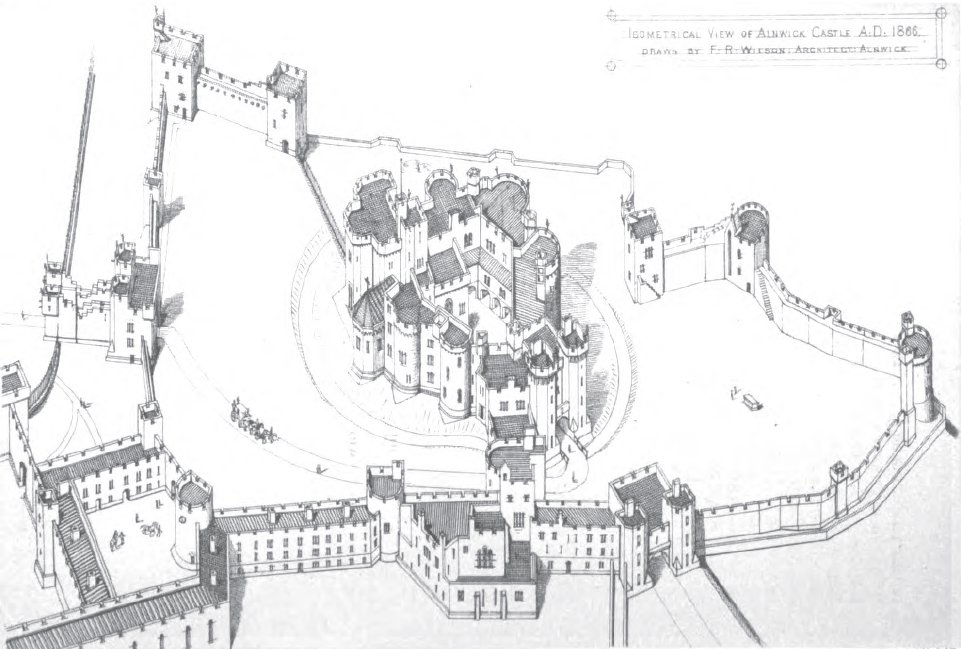
George Tate. Ізометричний вигляд замку. 1866 рік

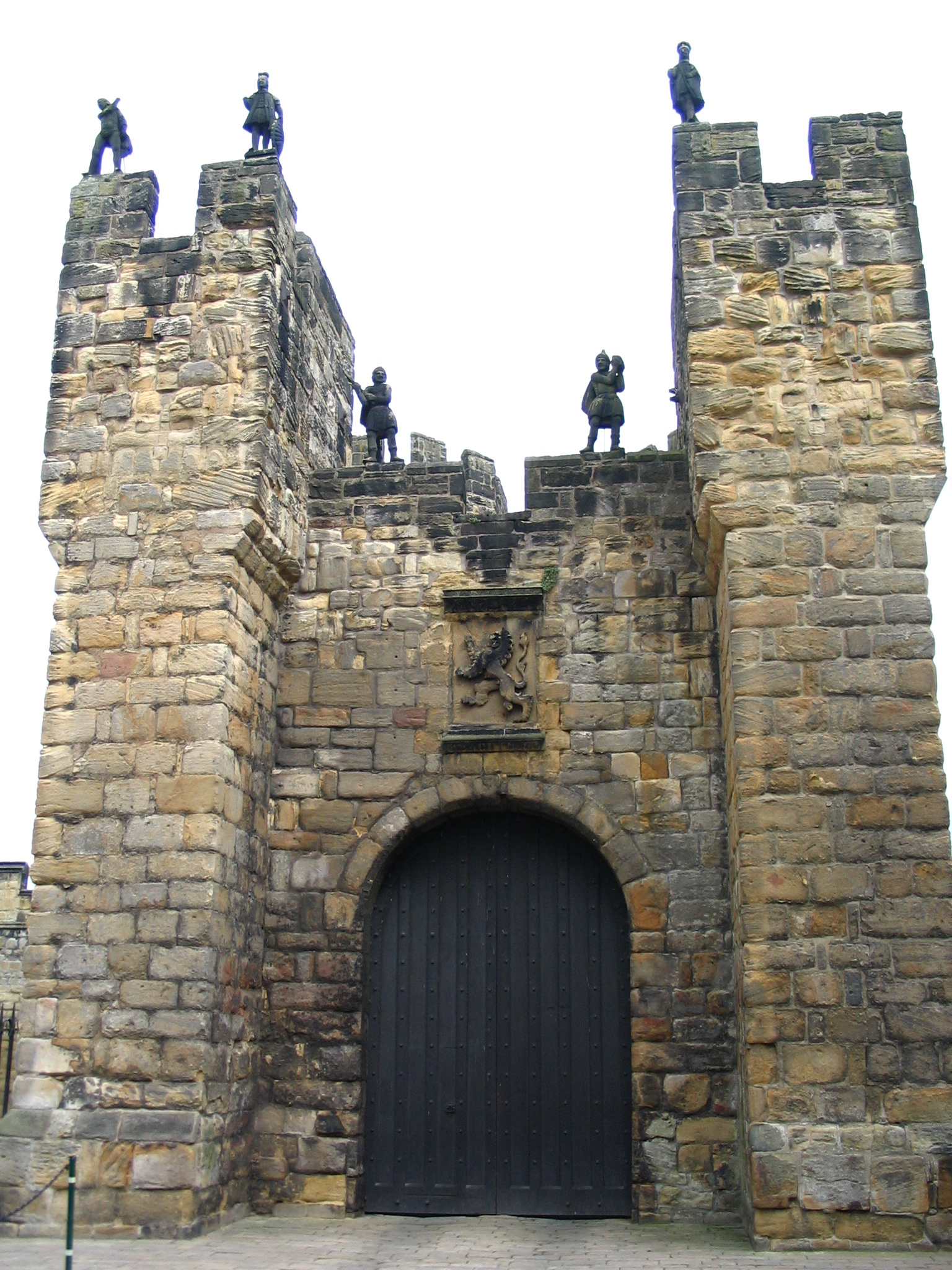
Вхід в замок

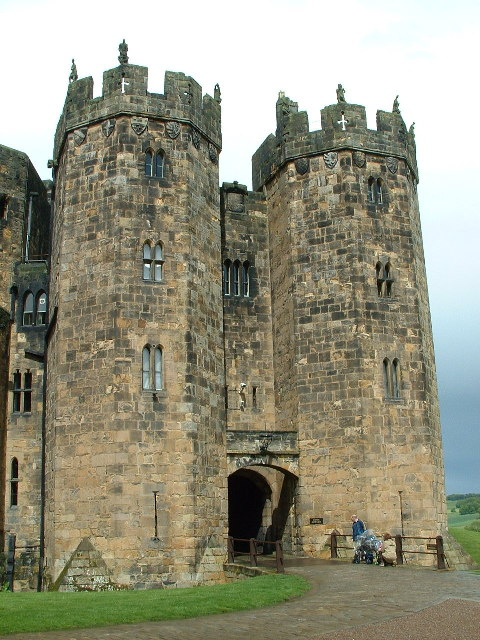
Донжон замку

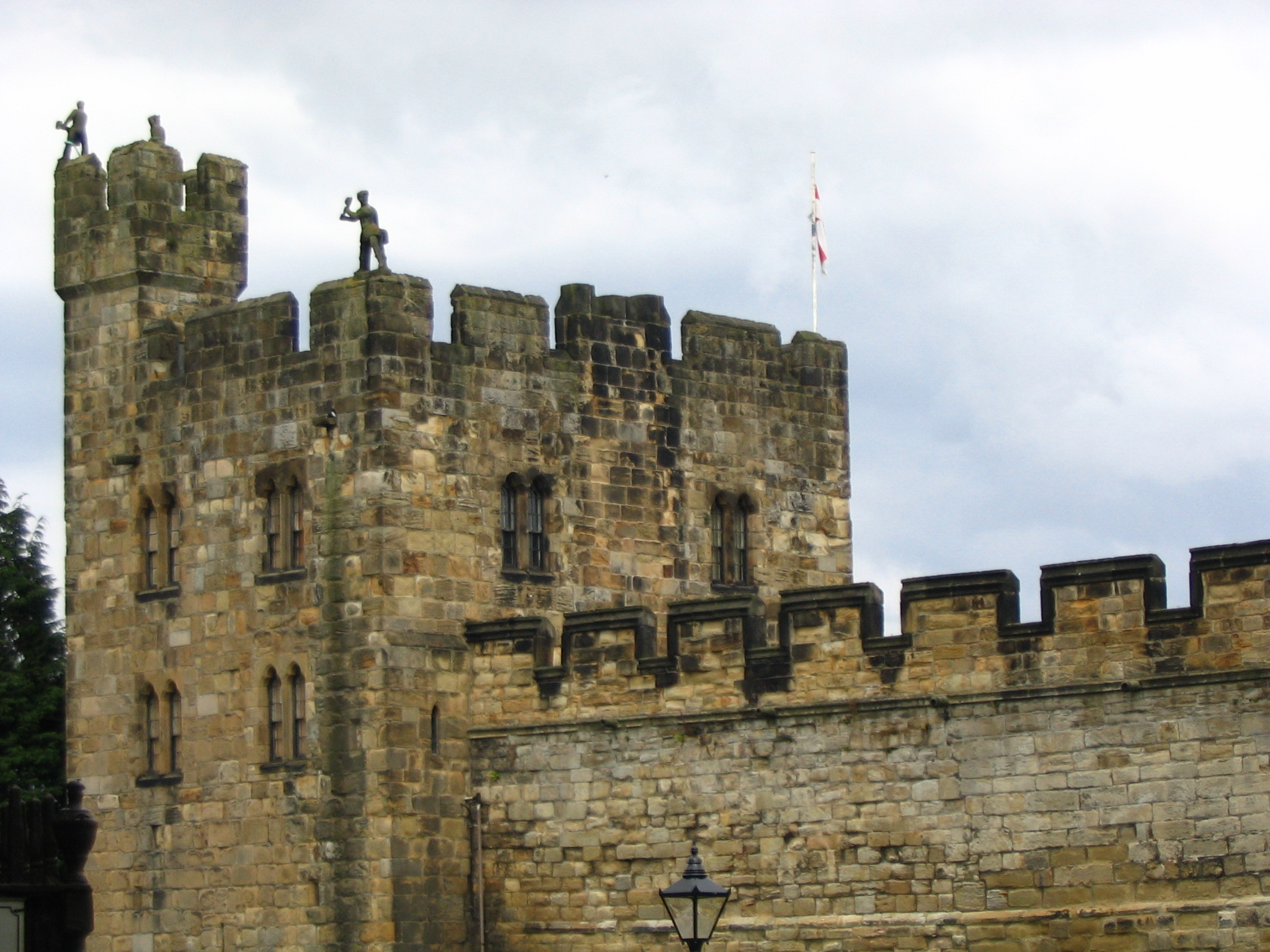
Кутова вежа

Замок Алнік (англ. Alnwick; зустрічається також транслітерація Алнвік) —  замок на півночі Англії в графстві Нортумберленд недалеко від південних кордонів Шотландії, головна резиденція герцога Нортумберленд. 

## Історія замку

### Рання історія
В XI столітті Норманн Жільбер де Тессон, прапороносець Вільгельма Завойовника, побудував дерев'яну фортецю на місці нинішнього замку. За часів де Тессон в замку і його околицях сталося кілька значних подій. У 1093 році на відстані півтора кілометра від замку Малькольм III Кенмор, король Шотландії, загинув від руки Роберта де Мобрея, графа Нортумбрії. Двома роками пізніше де Тессон приєднався до Мобрея в заколоті проти англійського короля Вільгельма II. Заколот був безуспішний, і де Тессон позбувся своїх володінь. У наступному році Алнік перейшов в руки Іво де Вессі, який почав будувати кам'яний замок на місці фортеці Жільбера де Тессона. 

### Де Вессі
Беатріс, донька і спадкоємиця де Вессі, стала дружиною Юстаса Фітцджона. У 1134 році, після смерті де Вессі, Юстас отримав титул барона Алніка і став новим господарем замку. Він був наближеним до імператриці Матильди і надавав їй активну підтримку в боротьбі з королем Стефаном за англійський престол. Крім того, Фітцджон був одним із соратників шотландського короля Давида I і також підтримував його у повстанні проти Стефана. В результаті всіх цих заколотів у 1138 році у Фітцджона відібрали замок, але після придушення повстання Фітцджону вдалося якимось чином повернути довіру Стефана, отримати замок назад і закінчити його будівництво. У 1157 році він помер і був похований в Уельсі. 
Нащадки де Вессі прославилися своїми напруженими стосунками з короною. У 1172 і 1174 роках шотландський король Вільгельм I Лев двічі облягав Алнік, і обидва рази гарнізон замку на чолі з Вільгельмом де Вессі успішно витримував облогу; але під час другої облоги замок врятувала армія англійців, які під прикриттям туману непомітно підібралися до війська шотландців і полонили Вільгельма Лева. У 1184 році Вільгельм де Вессі помер, і його син Юстас успадковував Алнік, який, за іронією долі, був одружений з дочкою Вільгельма Лева.
Після того, як на англійський трон у 1199 році став Іоанн Безземельний, Вільгельм пред'явив права на володіння Нортумберлендом і протягом 14 років відстоював свої домагання володіти ним. За цей період, під час поїздок на переговори з шотландським королем, Іоанн Безземельний двічі зупинявся в замку Алнік.
Юстас де Вессі був одним з ініціаторів змови проти Іоанна Безземельного в 1212 році. За це Іоанн кілька разів наказував зруйнувати Алнік, але його накази не були виконані. У 1215 році де Вессі приєднався до повстання баронів проти Іоанна і, крім того, приєднався до армії шотландського короля Олександра II, яку той направив в Нортумберленд. Після такої відвертої непокори Іоанн Безземельний виконав загрозу і спалив замок. У 1216 році Юстас де Вессі був убитий під час облоги замка Барнард.
Після наступних 40 років затишшя Алніка чекали нові неприємності. В середині 1260-х років Джон де Вессі, спадкоємець Юстаса, приєднався до Симона де Монфора в повстанні проти Генріха III. У 1265 році в битві при Івшемі його поранили і взяли в полон. Як це часто траплялося з поваленими бунтівниками, у нього відібрали всі землі та власність. Як не дивно, але після виходу з полону де Вессі знову вдалося отримати прощення у монарха і відновити права на володіння замком. Після його смерті у 1288 році замок перейшов до його брата Вільяма. Протягом його життя замок Алнік продовжував залишатися в центрі конфлікту між Шотландією та Англією, пік якого припав на повстання легендарного Вільяма Воллеса (відомий як Хоробре серце) проти англійського короля Едуарда I Довгоногого. У тому ж році, не залишивши спадкоємця, Вільям де Вессі помирає, і замок переходить під опіку єпископа Даремського. В 1309 році єпископ Даремський продав прилеглі володіння і Алнік серові Генрі Персі.

### Персі, графи Нортумберлендські
Персі були однією з наймогутніших і найвпливовіших англійських сімей. Один з Персі — сер Генрі на прізвисько Гаряча Шпора — став героєм п'єси Шекспіра «Генріх IV». У членів сім'ї Персі був досить невгамовний характер — протягом століть вони плели інтриги та бунтували як проти англійських королів, так і проти шотландських. Генрі, 1-й лорд Персі з Алніка, бунтував проти короля Едуарда II, в результаті чого втратив замок, але потім повернув його у свою власність. За час володіння Алніком він значно оновив замок і велику частину перебудував. Багато будівель того часу збереглися у чудовому стані і дійшли до наших днів.
Після смерті 1-го лорда Персі в 1315 році замок перейшов до його сина Генрі (Генрі — фамільне ім'я сім'ї Персі, яке надалі носили ще семеро наступних лордів Персі). Більшу частину життя 2-й лорд Персі воював на континенті, але встиг приділити час і замку, оновивши деякі споруди відповідно до вимог тієї епохи. У 1352 році він помер в своєму замку Алнік. Його син, 3-й лорд Персі, також був воїном і брав участь в чергових сутичках англійців з шотландцями та французами. 3-й лорд Персі помер у 1368 році.
Наступний Генрі, 4-й лорд Персі й 1-й граф Нортумберлендський, увійшов в історію як самий сумнозвісний власник замку Алнік. Досвідчений воїн, протягом 30 років відрізнявся в кампаніях проти Франції, цей Генрі Персі був одним з головних супротивників Шотландії. Його син, той самий Генрі «Гаряча Шпора», про якого писав Шекспір, проявив себе як воїн в досить ніжному віці — коли йому було всього 12 років, він боровся у битві при Оттерберні. Під прикриттям ночі Генрі «Гаряча Шпора» повів війська на шотландців, але припустився величезної помилки, прийнявши розташування табірних слуг за табір шотландського війська, і через цю помилку зазнав поразки. Проте, він проявив достатню відвагу і мужність, ніж виправдав своє прізвисько та заслужив репутацію справжнього воїна.
У 1399 році король Річард II звинуватив графа Нортумберлендського і його сина в зраді. У відповідь вони, змовившись з іншими баронами, підняли повстання і посадили на англійський трон свого фаворита, Генріха IV. В 1403 році, вирішивши, що король недостатньо віддячив їм за допомогу, сім'я Персі збунтувалися ще раз. Під час повстання Генрі «Гаряча Шпора» був убитий, а армія його батька оточена. Союзники Персі відмовили їм у підтримці і здали Алнік королівським військам. У наступному році Генрі Персі був звільнений з полону, а в 1405 році знову повстав проти короля. В кінцевому підсумку йому довелося бігти до Шотландії, хоча на цьому він не заспокоївся і згодом зробив ще одну спробу повстати проти короля. У 1409 році Генрі Персі був убитий.
Наступному Генрі Персі вдалося повернути собі Алнік. Цей Генрі був близьким другом майбутнього короля Генріха V і, на відміну від своїх віроломних предків, зберігав вірність короні все життя. Шотландія продовжувала війни за незалежність, і 1424 року Алнік був спочатку обложений, а потім спалений шотландцями. Протягом наступних 30 років, то граф Нортумберлендський втручався в Шотландію, то шотландці нападали на його володіння. 1448 року шотландці під проводом клану Дугласів знову спалили замок. У тому ж році 2-й граф Нортумберлендський приєднався до Ланкастерів у війні Червоної та Білої троянд і в 1455 році був убитий у битві біля Сент-Олбансі.
Його син, 3-й граф Нортумберлендський, пішов по стопах батька — він теж став прихильником Ланкастерів, також воював проти Шотландії та йоркистів. У 1461 році він брав участь в одній з найкривавіших битв Англії — битві під Таутоне, — відважно боровся і загинув на полі бою разом з 38 000 інших воїнів. Після смерті Генрі, 3-го графа Нортумберлендського, Алнік відійшов короні, а потім був переданий лорду Монтагю.
Однак війна не була завершена. У 1462 році Алнік двічі брали в облогу, а в 1463 році його захопили йоркісти. Замок повернувся до законних власників, графам Нортумберлендським, тільки в 1469 році, після вступу на трон Едуарда IV. Двадцять років по тому, після спроби накласти на жителів підвладних йому земель новий податок, 4-й граф Нортумбурлендський був пошматований натовпом.

### Коротка історія в наступні століття
Протягом наступних століть замок залишався центром найрізноманітніших подій:
- В замку розташовувався штаб, який збирав війська на війну проти шотландців.
- Графство разом із замком на деякий час відійшли до корони, після того, як Томас Персі, 7-й граф Нортумберлендський, в 1572 році був страчений за наказом королеви Єлизавети I Тюдор за те, що підтримував шотландську королеву Марію Стюарт, яка також претендувала на престол.
- Брат Томаса, 8-й граф Нортумберлендський, який також підтримував Марію Стюарт, помер у Тауері при загадкових обставинах.
- З середини XVII століття графи Нортумберлендські перестали жити в замку, і Алнік прийшов в запустіння.
- У 1766 році серу Х'ю Смітсону був подарований титул 1-го герцога Нортумберлендського. Він почав відновлювати Алнік і досяг успіху в цьому — замок прославився своїми фантастично розкішними інтер'єрами. З тієї пори герцоги Нортумберлендські продовжували упорядковувати замок і примножувати його пишність.

## У живописі

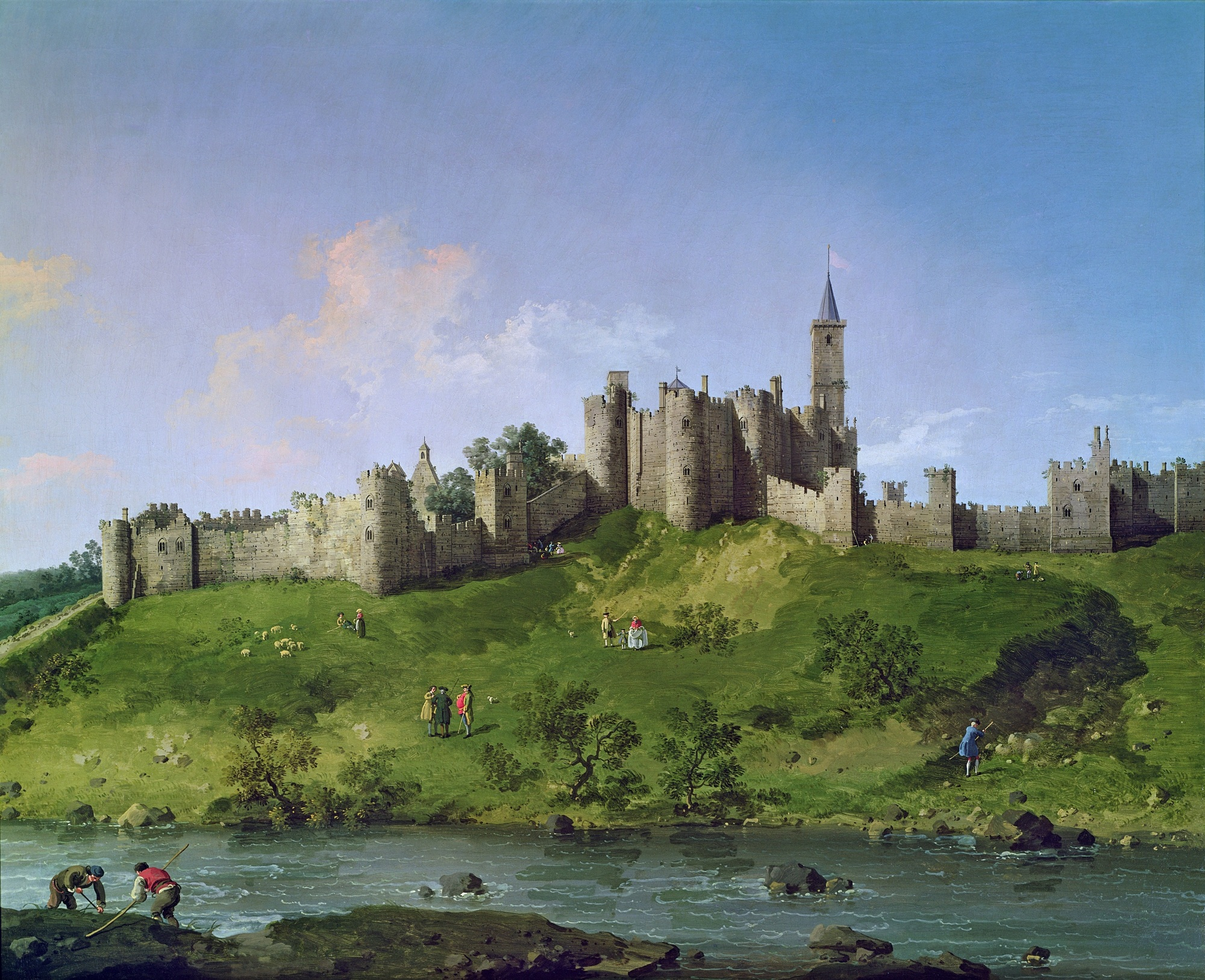
Каналетто, 1750 рік
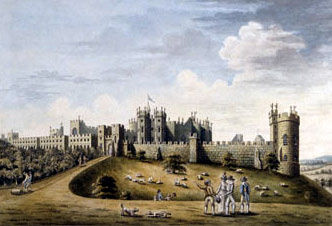
Невідомий автор, 1790-1810 рік
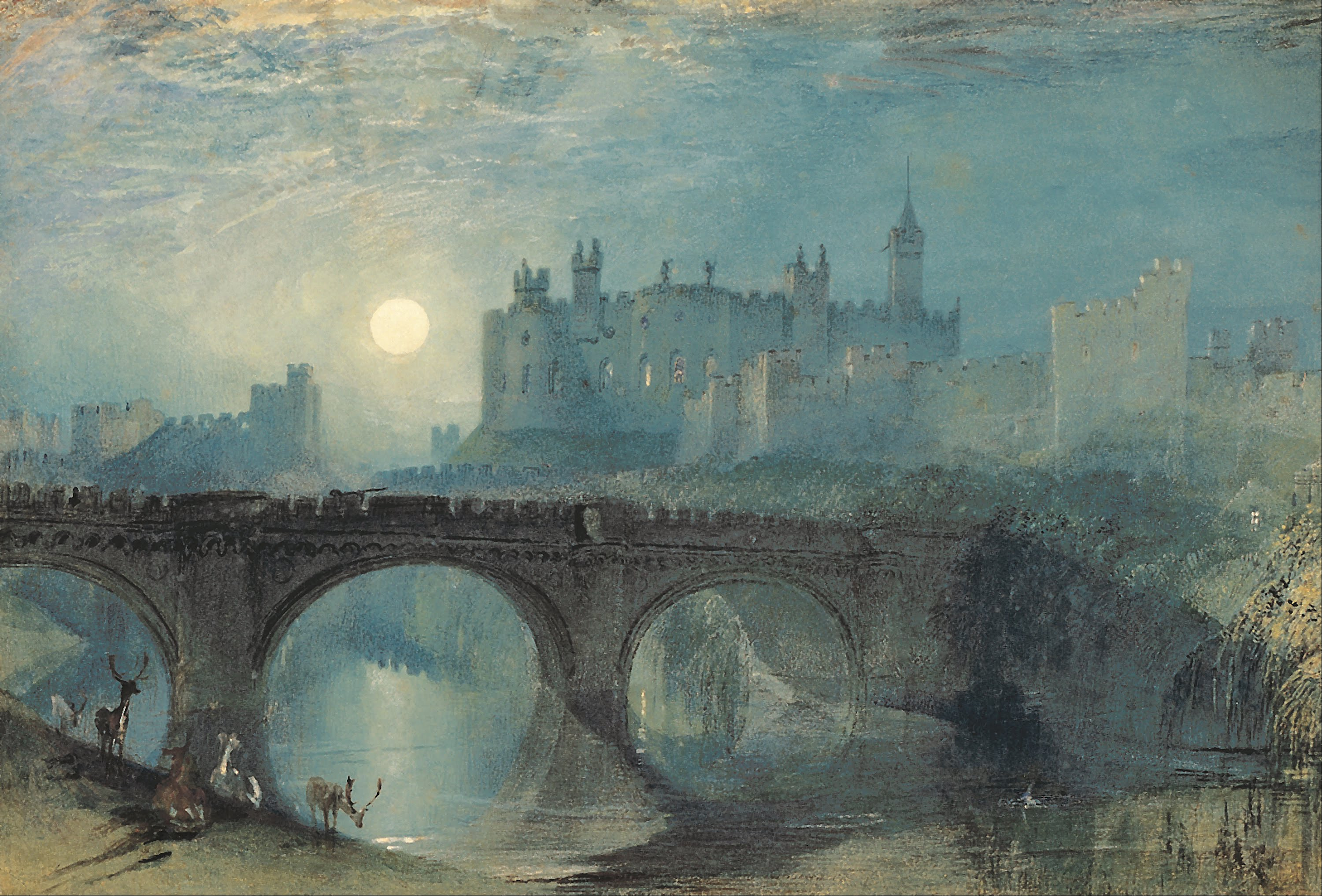
Вільям Тернер, 1829 рік
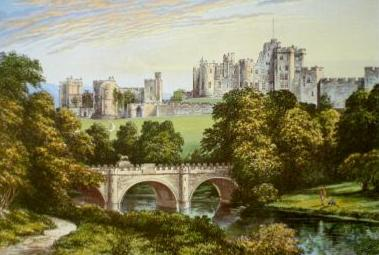
Alexander Francis Lydon, 1870 рік

## Поява в фільмах
- У замку знімали деякі сцени для серії фільмів про Гаррі Поттера.
- Частина сцен фільму «Айвенго» 1982 року також знімалася в Алніку.
- Замок знятий в 5 сезоні серіалу «Абатство Даунтон».
- У замку живе 12-ий граф Фолган з фільму Трансформери: Останній лицар.